# Латвийско-шведские отношения
Латвийско-шведские отношения — двусторонние дипломатические отношения между Латвийской Республикой и Королевством Швеция.
Страны являются членами Европейского союза, Совета Европы, Совета государств Балтийского моря, Северо-Балтийской восьмёрки, Организации экономического сотрудничества и развития, а также Организации Объединённых Наций.
Латвия — наблюдатель (кандидат в члены) Северного совета, Швеция — постоянный член совета.

## История
15 августа 2011 года на церемонии в Стокгольме премьер-министр Швеции Йон Фредрик Райнфельдт сделал заявление, что в 1944 году Швеция стала одной из первых стран признавшей советскую оккупацию стран Балтии. В 1945 году Стокгольм экстрадировал в СССР около 170 солдат ваффен-СС из стран Балтии, бежавших от Красной армии и нашедших убежище в Швеции. Также, Йон Фредрик Райнфельдт официально извинился перед премьер-министрами Эстонии, Латвии и Литвы за то, что Швеция закрывала глаза на факт советской оккупации стран Балтии после окончания Второй мировой войны.
27 апреля 2018 года кронпринцесса Швеции Виктория и герцог Вестергётландский Даниэль посетили с официальным визитом Ригу, где их принял президент Латвии Раймондс Вейонис. 28 мая 2018 года правительство Швеции подарило Латвии 10 млн шведских крон по случаю 100-летия со дня провозглашения независимости этой страны.

## Торговля
После обретения независимости Латвией в 1990 году от СССР, Швеция стала крупнейшим иностранным инвестором в экономику этой страны. В Латвии зарегистрирована Торговая палата Швеции.

## Дипломатические представительства
- Латвия имеет посольство в Стокгольме[5].
- Швеция содержит посольство в Риге[6].